# 拂川站
拂川站（日语：／ Haraigawa eki */?）是位於岩手縣宮古市津輕石第13地割336番3號，三陸鐵道的谷灣線車站。
此站的愛稱為「新希望」。

## 歷史
在2019年（平成31年）3月23日，東日本旅客鐵道（JR東日本）山田線宮古站至釜石站之間由三陸鐵道接手，同時此站啟用。
在發生東日本大震災後，居住於靠近海邊的居民為了避免海嘯再次衝擊，車站附近的居住人口有所增加。為了不需要使用私家車前往市內，宮古市制定為計劃，以公共交通連接市內各處，當時新設了此站。宮古市估計此站每人的使用人次為103人。
新車站工程受到幹線鐵道等活性化工程費資助（形成計劃事業），以第三部門三陸鐵道為主體，工程費由國家（經鐵道建設、運輸設施整備支援機構）和地方公共團體提供資金興建。

### 年表
- 2017年（平成29年）12月14日：山田線 津輕石站至豐間根站之間可以建設（暫名）拂川站[7]。
- 2018年（平成30年）
  - 1月4日 - 2月20日：為了山田線移管區間內新開設的車站（包括此站），公開招募車站愛稱[8]。
  - 3月28日：車站愛稱決定為「新希望」[9][10]。
- 2019年（平成31年）3月23日：宮古站至釜石站之間重開，同時三陸鐵道繼承該區段[11]。同時此站啟用[9][12]。

## 車站構造
此站是地面車站，設有1面1線的單式月台。

## 使用狀況
在2018年度（平成30年度），一年總乘車人次為225人。
| 乘車人次變化       | 乘車人次變化     | 乘車人次變化 |
| 年度               | 1日平均 乘車人次 | 參考資料     |
| ------------------ | ---------------- | ------------ |
| 2018年（平成30年） | 225              | [ 13 ]       |

## 車站周邊
- 岩手縣道290號宮古山田線（日语：岩手県道290号宮古山田線）
- 國道45號
- 津輕石川（日语：津軽石川）
- 拂川地區會館

## 相鄰車站
三陸鐵道
■谷灣線
豐間根－拂川－津輕石

## 注腳
1. ↑  . 2018-01-04  [2018-04-10]. （原始内容存档于2021-01-28）.
2. ↑  . 毎日新聞. 2018年3月28日  [2021年1月22日]. （原始内容存档于2021年1月28日）.
3. ↑  . 朝日新聞數碼.   [2019-12-13]. （原始内容存档于2021-01-28） （日语）.
4. ↑  . 毎日新聞.   [2019-12-13]. （原始内容存档于2021-01-28） （日语）.
5. ↑  五島 彰人. . 讀賣新聞Online. 2019-01-06  [2019-02-04]. （原始内容存档于2021-01-29） （日语）.
6. ↑  . 鉄道建設・運輸施設整備支援機構. 2018  [2020-08-29]. （原始内容存档于2018-10-14） （日语）.
7. ↑   (PDF) (新闻稿). 国土交通省東北運輸局. 2017-12-14  [2020-02-04]. （原始内容存档 (PDF)于2018-12-27） （日语）.
8. ↑   (新闻稿). 三陸鉄道. 2017-12-28  [2018-04-10]. （原始内容存档于2019-04-10） （日语）.
9. 1 2   (新闻稿). 三陸鉄道. 2018-04-02  [2018-04-11]. （原始内容存档于2019-03-27） （日语）.
10. ↑  . 交友社.   [2018-04-19]. （原始内容存档于2020-12-04） （日语）.
11. ↑   (PDF).   [2021-01-22]. （原始内容存档 (PDF)于2019-10-14）.
12. ↑  . 日本放送協会.   [2018-04-10]. （原始内容存档于2018-04-10）.
13. 1 2   (PDF). 宮古市の統計 令和元年版. 宮古市: 50. 2020-04-22  [2020-06-06]. （原始内容 (PDF)存档于2021-09-28） （日语）.

## 外部連結
- 車站·周邊資訊【拂川站】 （页面存档备份，存于）（日語）：三陸鐵道